# Jörgen Persson
Jörgen Persson (født 22. april 1966 i Halmstad, Sverige) er en svensk bordtennisspiller.
Han har vundet seks VM-guldmedaljer gennem karrieren, heraf én (i 1991) i singlerækkerne og fem i holdturneringen. Derudover har han vundet fire sølv- og to bronzemedaljer. 
Persson har deltaget ved intet mindre end seks olympiske lege gennem karrieren, fra 1988 til 2008. Hans bedste præstationer er kommet ved henholdsvis OL i 2000 i Sydney og OL i 2008 i Beijing, hvor han begge gange sluttede som nummer 4.